# DDT
O DDT (sigla de diclorodifeniltricloroetano) é o primeiro pesticida moderno, tendo sido largamente usado durante e após a Segunda Guerra Mundial para o combate aos mosquitos vetores de doenças como malária e dengue. Os primeiros usos em grande escala foram na região da Birmânia pelos ingleses em 1941 para o combate da malária durante a invasão japonesa. Sintetizado em 1874, suas propriedades inseticidas contra vários tipos de artrópodes só foram descobertas em 1939 pelo químico suíço Paul Hermann Müller, que, por essa descoberta, recebeu o Nobel de Fisiologia ou Medicina de 1948.
O pesticida é sintetizado pela reação entre o cloral e o clorobenzeno, usando-se o ácido sulfúrico como catalisador. O estado químico do DDT é sólido em condições de temperatura entre 0° a 40 °C. É insolúvel em água, mas solúvel em compostos orgânicos como a gordura e o óleo e tem um odor suave.
Trata-se de inseticida barato e altamente eficiente a curto prazo, mas a longo prazo teria efeitos prejudiciais à saúde humana, como demonstrou a bióloga norte-americana Rachel Carson, em seu livro Primavera Silenciosa (ou Silent Spring, no original). De acordo com Carson, o DDT poderia ocasionar câncer em seres humanos e interferia com a vida animal, causando, por exemplo, o aumento de mortalidade entre os pássaros. O DDT foi diversas vezes relacionado com a incidência de câncer, especialmente o câncer de mama e problemas relacionados a gestação, e é considerado uma das substâncias mais perigosas não somente pelo que causa, mas também por sua extrema longevidade química, uma vez que populações que foram introduzidas ao pesticida possuem concentrações da mesma em seus corpos por mais de 50 anos, e é passado de mãe para filho(a) durante a gestação e amamentação.
Por este e outros estudos, o DDT foi banido de vários países na década de 1970 e tem seu uso controlado pela Convenção de Estocolmo sobre os Poluentes Orgânicos Persistentes. No Brasil, só em 2009 o DDT teve sua fabricação, importação, exportação, manutenção em estoque, comercialização e uso proibidos pela Lei nº. 11.936 de 14 de maio de 2009.
Como o DDT é facilmente transportado pelo ar e pela chuva, pode ser encontrado em lagos, por exemplo, mas quase sempre em níveis aceitáveis. A substância tem uma meia vida de vários dias em lagos e rios e se acumula na cadeia alimentar, pois os animais são contaminados por ele e depois ingeridos por seus predadores, que absorvem o DDT. O acúmulo de DDT na cadeia alimentar causa uma mortalidade maior do que o habitual nos predadores naturais das pragas, tornando questionável a utilidade do inseticida a longo prazo, uma vez que pode levar ao descontrole dos insetos. Além disso, o acúmulo da substância em peixes pode contaminar os seres humanos.